# 청천강 전투
청천강 전투(중국어 간체자: 清川江战役, 병음: Qīngchuānjiāng Zhànyì)는 6.25 전쟁의 주요 전투 중 하나로 1950년 11월 25일부터 12월 2일까지 청천강 일대에서 발생한 전투이다. 유엔군의 공세에 맞서 중국인민지원군이 성공적인 반격을 감행한 이후, 더글러스 맥아더는 크리스마스 공세를 개시해 중국군을 한반도에서 몰아내고 전쟁을 끝내고자 했다. 이러한 전략을 예상한 중국인민지원군 사령관 펑더화이는 반격을 계획하여 제2차 전역을 준비했다.
제1차 전역의 성공에 바탕하여 인민지원군 제13군은 1950년 11월 25일 청천강 계곡을 따라 진격을 개시했다. 제2차 전역에서 중국인민지원군은 성공적으로 미국 제8군의 우익 부대들을 격멸했고 유엔군의 측면을 더 빠르게 급습할 수 있었다. 11월 26일부터 12월 2일까지 제8군은 중국인민지원군에 포위되는 것을 면할 수 있었지만, 제13군은 퇴각하는 유엔군에게 타격을 줄 수 있었다. 공세 이후 유엔군은 북한 전역에서 철수할 수 밖에 없었다.

## 배경
글쎄요, 그들이 충분히 빨리 간다면 그들 중 일부는 크리스마스에 집에 있을 겁니다.— 더글러스 맥아더 장군

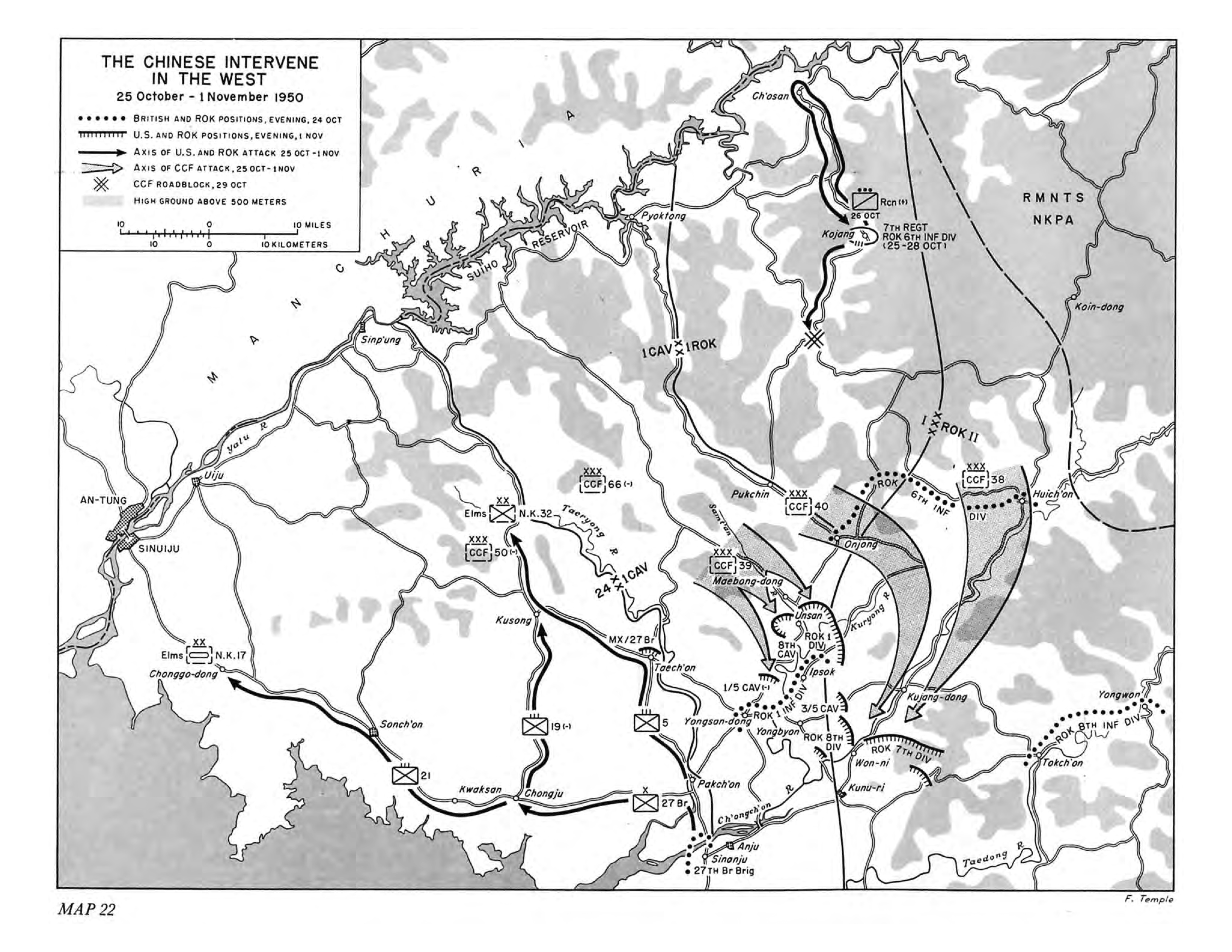
1950년 10월 25일부터 11월 1일까지 중국인민지원군의 제1차 공세

인천 상륙 작전과 낙동강 대공세를 시작으로 1950년 9월 조선인민군은 격멸되었고, 미국 제8군은 38도선 이북으로 진격을 개시했고, 빠르게 한중 국경지대를 향해 진격했다. 이러한 전개에 위기를 느낀 중국 공산당의 제1대 주석 마오쩌둥은 중국인민지원군에게 전쟁에 개입하고, 유엔군에 맞서 제1차 공세를 개시할 것을 명령했다. 1950년 10월 25일부터 11월 4일까지 중국인민지원군 제13군은 기습 공격을 감행해 대한민국 육군 제2군단과 미국 제1기병사단을 온정리 전투와 운산 전투에서 격퇴시켰다. 이로 인해 미국 제8군의 우익이 붕괴되었고, 유엔군은 청천강 일대로 후퇴할 수밖에 없었다. 중국인민지원군은 유엔군을 돌파할 수 있었으나, 보급 문제로 인해 1950년 11월 5일 철수하였다.
중국인민지원군이 제1차 공세에 승리를 거두었음에도 불구하고, 유엔의 계획 입안자들은 중화인민공화국이 한반도에 대규모로 개입하지 않을 것이라고 믿었다. 유엔군의 승리와 맞물려 중국인민지원군이 갑작스럽게 철군한 것은 이러한 믿음을 더욱 확고하게 만들었다. 중국인민지원군 약 30,000명이 북한의 산악 지형에 은둔하고 있을 것이라는 가정 하에, 더글러스 맥아더 장군은 중국인민지원군의 병력 지원을 차단하기 위해 압록강 일대의 다리들을 폭격하라는 지시를 내렸다. 유엔 공군이 압록강 건너편에 위치한 적의 움직임을 감지하여 격멸할 것이하는 확신 하에 맥아더는 11월 24일 크리스마스 공세를 감행했다. 이 공세를 통해 맥아더는 잔존한 중국인민지원군 및 조선인민군을 궤멸시키고 한국 전쟁을 끝내려고 하였다.
그러나 유엔의 계획 입안자들의 예상과는 달리, 이미 북한 지역에는 180,000명의 중국인민지원군이 주둔 중이었고, 더 많은 병력이 국경을 넘어 침투 중이었다. 중국인민지원군은 1951년 3월 소련의 무기가 북한에 도착할 때까지 방어 태세를 유지하라는 명령을 받았지만, 중국인민지원군이 제1차 전역을 성공함으로써 중국 내 지도자들은 중국인민지원군이 유엔군의 공세를 저지할 수 있다고 보았다. 유엔군이 중국인민지원군의 정확한 병력을 모른다는 것을 기반으로, 중국인민지원군 총사령관 펑더화이는 제2차 공세를 입안했다. 이 공세는 유엔군을 청천강과 평양 사이 지역으로 격퇴하는 반격 작전이었다. 더 많은 병력을 참전시키기 위한 기만작전으로, 펑더화이는 모든 부대에게 포로들을 내버려두고 더 북쪽으로 철수하라는 명령을 내렸다. 230,000명의 병력이 이에 따라 서쪽에서 철수했고, 또 다른 150,000명의 병력은 장진호로 이동했다. 펑더화이는 1950년 11월 22일, 제2차 공세의 개시를 승인했다.

## 서막

### 지리 및 기후
청천강 전투는 청천강 유역에 형성된 유엔군 전선에서 발생했다. 이 전선은 한중 국경으로부터 남쪽으로 80km 떨어진 지역에 있었다. 유엔군 전선은 한반도 중부에 있었으며, 서해안과 태백산맥을 가로로 잇는 선이었다. 청천강은 구장동 일대에서 유엔군 전선의 북쪽으로 흐르고 있었다. 정주, 영산동, 구장동, 덕천, 영원 등의 마을이 유엔군 전선 곳곳에 점처럼 있었으며, 이 마을들은 신안주, 안주, 군우리, 북창리 등으로 향하는 도로들로 이어져 있었다. 군우리에서 순천을 거쳐 평양으로 이어지는 도로는 전선의 중앙에 위치하고 있었다. 청천강 북안에 위치한 언덕 지형은 중국군이 그들의 존재를 은폐하고 유엔군의 시선을 분산시키는 역할을 했다. 전투 당시 한반도는 100년에 한 번 있는 혹한이 찾아왔었는데, 기온은 영하 34도까지 떨어졌다.

### 전략

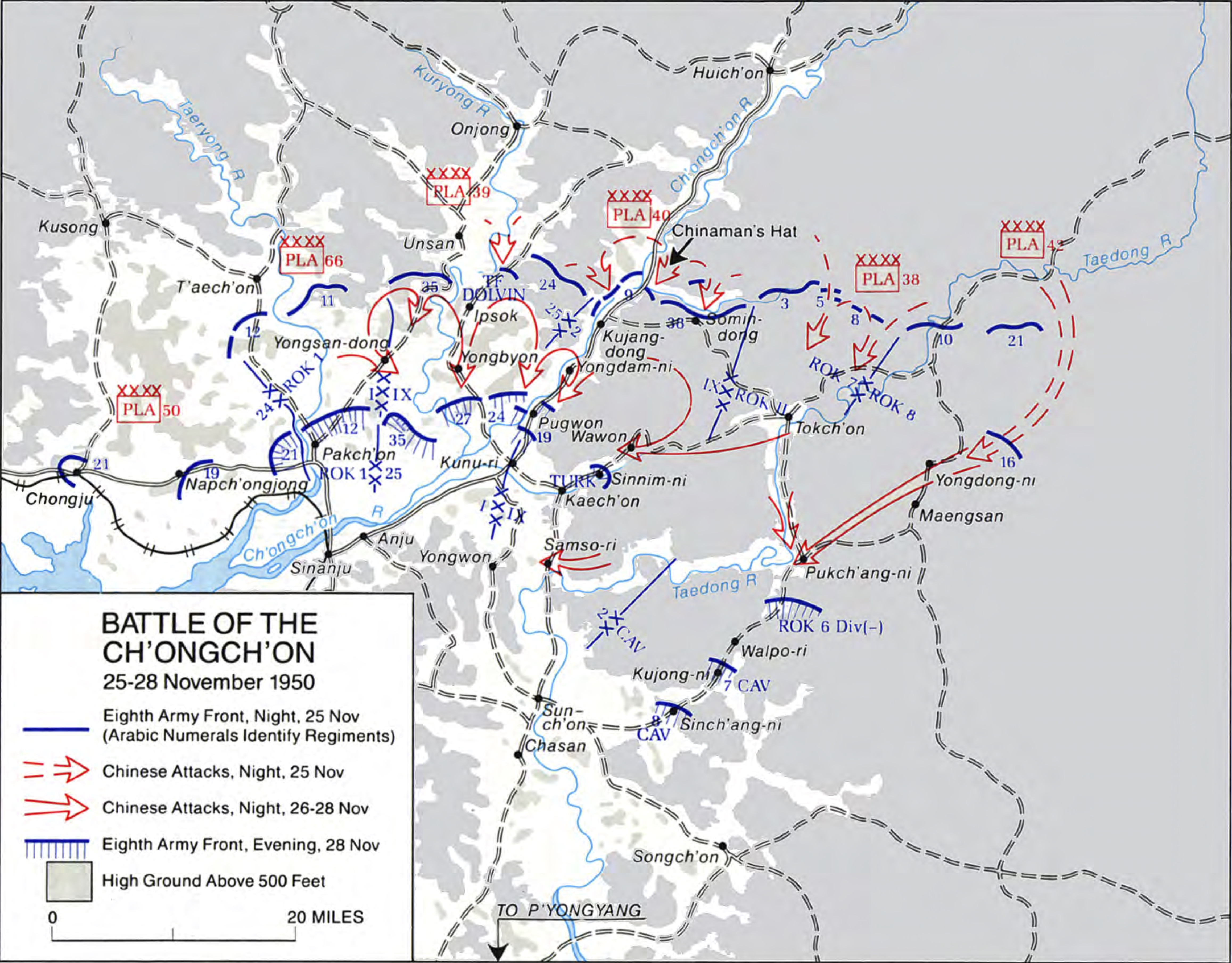
11월 25일부터 11월 28일까지의 청천강 전투 지도.

맥아더의 지시에 따라 제8군의 월턴 워커 장군은 1950년 11월 24일 10시에 크리스마스 공세를 개시했다 재편성된 대한민국 제2군단이 제8군의 우익을 맡았고, 진격 방향은 미국 제1군단이 서쪽을, 미국 제9군단이 중앙을, 그리고 대한민국 제2군단이 동쪽을 맡았다. 이 세 군단은 중국인민지원군의 제1차 공세 때와 유사한 매복작전에 걸리지 않기 위해 조심스럽게 진격을 개시했지만,병력의 부족으로 유엔군 역시 한계가 있었다. 대한민국 제2군단이 거센 저항을 받은 것을 제외하면, 제8군은 적의 공격을 받지 않았고, 11월 25일 제8군은 정주-영원 선에 도달하였다.
병력이 열세였음에도 불구하고, 미국 제8군은 조선인민군이나 중국인민지원군에 비해 3.5배나 되는 화력을 보유하고 있었다. 공중 지원을 담당하던 제5공군도 조선인민군과 중국인민지원군의 대공화기 부족으로 적의 저항을 맞닥뜨리지 않았다. 공세 직전 있었던 추수감사절 행사로 인해 유엔군 장교의 사기들은 높았고, 유엔군 장병들은 모두 크리스마스에 집에 가거나 봄에 독일로 돌아가는 것을 생각하고 있었다. 그러나 지나치게 높은 사기로 인해 유엔군의 군율은 엉망이었고, 대부분의 병사들은 무기와 탄약을 전투 이전에 버리고 갔다. 예를 들어 미국 제9군단의 소총 중대는 군모와 총검을 버리고 전쟁을 시작했고, 1인당 소지한 무기는 1개의 수류탄과 50발의 탄약 밖에 없었다. 또한 유엔 계획 입안자들이 겨울까지 전쟁이 이어질 것이라고 예상하지 못했기 때문에, 제8군의 부대 대부분이 동계장비가 부족한 상태에서 공세를 시작했다.
제8군이 진격하는 동안 중국인민지원군 제13집단군은 산지에 숨어 있었다. 제50집단군과 제66집단군은 서쪽에, 제39집단군과 제40집단군은 중앙에, 제38집단군과 제42집단군은 동쪽에 은폐한 상태였다. 유엔군의 진격을 예상하고 있었던 중국인민지원군은 제8군의 시선을 끌기 위해 일련의 반격을 계획하고 있었다. 제1차 공세 때의 성공을 재현하기 위해 제38집단군과 제42집단군은 대한민국 제2군단을 먼저 공격해 유엔군의 우익을 격멸하고, 유엔군 보급선을 차단할 예정이었다. 이와 동시에 제39집단군과 제40집단군은 미국 제9군단의 발을 묶어 대한민국 제2군단의 지원을 차단할 예정이었다. 제50집단군과 제66군집단은 후방에 남아 미국 제1군단의 진격을 확인하는 것이 임무였다.
중국인민지원군 제13군의 병력이 230,000명이었지만, 실제 전투에 참여할 수 있는 병력은 150,000명 밖에 되지 않았다. 예를 들어 제66집단군은 전투 초기에 사단당 6,600명의 병력만을 보유하고 있었는데, 대조적으로 유엔군은 사단당 10,000명의 병력을 보유했다. 화기 역시 병력의 3분의 1만 소지하고 있었고, 나머지는 수류탄 투척병으로 배치되었다. 곡사포와 야포를 만주에 두고 왔기 때문에, 중국인민지원군의 포병 지원화기는 박격포 밖에 없었다. 반격을 위해 평균적으로 병사들은 5일 치의 식량과 탄약을 배급받았고, 전장을 돌아다니며 재보급을 해야 했다. 이러한 결점을 보완하기 위해 중국인민지원군은 야간 공격과 침투에 크게 의존했다. 원시적인 군수체계 덕분에 중국인민지원군은 거친 산지에서 기동해야 했고, 이를 통해 유엔군 방어시설을 통과하거나 유엔군의 거점을 포위할 수 있었다. 중국인민지원군은 국공내전 때 노획한 미국제 소화기들을 사용하기도 했는데, 톰프슨 기관단총, M1 개런드, 브라우닝 자동소총, 바주카, M2 박격포 등이 그 대표적인 예시다.

## 전투
미국 제8군이 1950년 11월 25일 공세를 정지하자, 중국인민지원군 제13집단군이 제2차 공세를 개시했다. 대규모 전면전이 영산동에서 영동리에 이르는 유엔군 전선 전체에서 벌어졌다. 영산동에서는 미국 제1군단 소속 대한민국 제1보병사단이 제66집단군과 교전했고, 입석과 구장동에서는 미국 제9군단과 중국인민지원군 제39군집단 및 제40군집단이 맞붙었으며, 덕천과 영동리에서는 제38집단군과 제42집단군이 대한민국 제2군단의 방어선을 돌파했다. 이 반격으로 인해 유엔군의 크리스마스 공세는 11월 26일 아침 완전히 중단되었다.

### 덕천-용동리

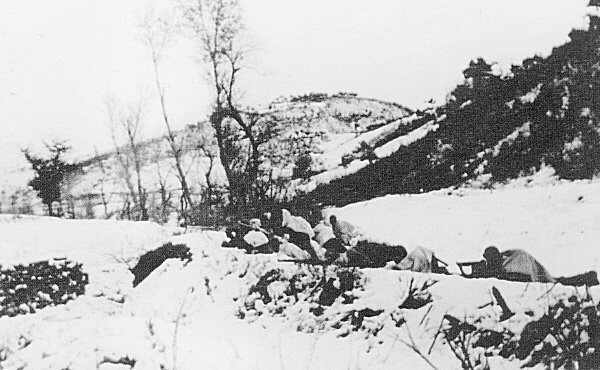
퇴각하는 유엔군에게 매복을 준비 중인 중국인민지원군.

온정리 전투 이후 중국군은 대한민국 제2군단이 제8군 중 가장 약한 부대임을 알고 있었다. 다른 미군 부대에 비해 대한민국 제2군단은 화력이 약했고, 군단이 위치한 지역도 유엔군 우측의 험지였다. 11월 24일 10시, 대한민국 제7보병사단은 제2군단 좌익에서 덕천 방면으로 진격했다. 동시에 대한민국 제8보병사단은 제2군단의 우측에서 용동리 방면으로 북진했다. 제38집단군과 제42집단군의 완강한 저항으로 인해 제2군단의 진격은 저지되었다. 이후 이틀 간의 연이은 싸움에서 대한민국 국군은 어떠한 진전도 보이지 못했다. 대한민국 제2군단이 진격하는 동안 중국인민지원군은 대한민국 제7보병사단의 중앙에 쐐기를 박는데 성공하여 제7보병사단의 예비군 대다수가 전방에 투입되었다. 한편, 제2군단의 후방에 있던 제6보병사단은 온정리 전투에서의 패배로 인해 제2보병연대만이 지원 병력으로 파견될 수 있었다.
제2군단이 11월 25일 방어 태세로 전환하는 동안, 2개의 중국인민지원군 군집단이 제8군의 우익에 결정적인 반격을 감행하기 위해 이동 중이었다. 제38집단군은 제7보병사단의 중앙과 우익에 전 병력을 투입하여 공격할 예정이었으며, 제42집단군의 2개 사단이 제8보병사단의 우익을 통과하기 위해 언덕을 지나며 행군 중이었다. 공격의 중요성을 알고 있었던 펑더화이의 부관인 한셴추는 제38집단군과 제42집단군의 남은 병력을 직접 통솔하고 있었다.
11월 25일 오후 5시에 제38집단군은 제2군단에 첫 대규모 공격을 개시했다. 중국인민지원군 제113사단이 대한민국 제7보병사단의 정찰대를 격멸하여, 대한민국 제7보병사단과 제8보병사단 사이에 약 800m의 빈 틈이 생기게 되었다. 동시에 제114사단은 대한민국 제7보병사단의 중앙과 우익을 공격하여 대한민국 제5보병연대와 제8보병연대를 후퇴시켰다. 대한민국 제7보병사단의 중앙과 우익이 혼돈에 빠졌을 때, 중국인민지원군 제112사단과 제113사단은 유엔군 전선을 지나 덕천으로 진격하였다. 덕천 기지와 대한민국 제7보병사단 본부는 11월 26일 오후 4시 중국인민지원군 2개 사단에게 포위되었다. 중국인민지원군 제114사단의 압박으로 인해 제5보병여단과 제8보병여단은 덕천으로 철수하려고 했지만, 중국인민지원군의 후방 매복에 걸려 이리저리 흩어지고 말았다. 11월 26일 중국인민지원군은 덕천을 점령했고, 대한민국 제7보병사단의 좌익이었던 제3보병연대는 서쪽으로 향해 미국 제2보병사단에 합류했다.
덕천에서 대한민국 제7보병사단은 궤멸되었고, 용동리에서 제8보병사단도 제42군집단의 공격을 받고 있었다. 중국인민지원군 제125사단은 대한민국 제10보병연대와 제21보병연대를 용동리에 붙잡아두고, 제124보병사단과 제126보병사단은 용동리 동쪽의 언덕으로 행군하여 대한민국 제8보병사단의 후방을 공격하려고 했다. 11월 25일 오후 1시, 대한민국 제8보병사단의 후방에 있던 제16보병연대는 2개의 중국인민지원군 사단을 맹산에서 포착했는데, 용동리에서 남쪽으로 20km 떨어진 곳이었다. 이러한 상황 전개에 놀란 대한민국 제8보병사단은 제16보병연대에게 중국인민지원군의 진격을 저지하라고 지시하였는데, 제10보병연대와 제21보병연대는 용동리에서 이미 철수 중이었다. 명령을 시행하기도 전에 중국인민지원군은 자신들의 계략이 발견된 것을 알고 선제공격을 감행했다.대한민국 제10보병연대와 제21보병연대가 용동리에서 11월 26일 이른 아침 후퇴 중이었지만, 중국 제125사단의 매복에 걸려 중장비를 버리고 언덕으로 달아났다.한편, 중국인민지원군 제124사단은 대한민국 제16보병연대를 격파하고 맹산에 위치한 대한민국 제8보병사단의 사단본부를 공격했다. 사단 전체가 흩어짐에 따라, 대한민국 제8보병사단과 제16보병연대는 11월 27일 맹산을 버리고 전장에서 철수했다.
전투의 혼돈 속에서 대한민국 제2군단장이었던 유재흥은 대한민국 국군의 후방에 진입한지 5시간이나 지난 11월 25일 자정까지 전선에서 아무런 소식을 받지 못했다. 위기에 대처하기 위해 유재흥은 대한민국 제6보병사단 소속 제2보병연대에게 중국인민지원군 사단들을 막으라고 지시했다. 11월 26일 아침 제2보병연대는 전선을 향해 진군 중이었지만, 중국 제113사단이 연대를 진군 중에 공격하였고, 지휘본부를 파괴했다. 이 공격으로 대한민국 제2군단의 모든 병력이 흩어지게 되었다. 11월 27일 대한민국 제2군단의 부대 대부분이 격멸됨으로써, 유엔군의 우익은 중국인민지원군이 점령하게 되었다.
11월 27일, 유엔의 공중 정찰을 통해 유엔군 우측에 위치한 중국인민지원군이 제8군의 후방으로 빠르게 이동하고 있다는 것을 알게 되었으나 워커는 여전히 나머지 제8군의 부대에게 북진을 계속할 것을 명령했다. 대한민국 제2군단의 붕괴가 중국인민지원군의 소규모 공격이라는 확신 하에, 워커는 대한민국 제2군단의 구역을 방호하려는 목적으로 미국 제1군단과 미국 제9군단에게 동쪽으로 이동하라고 명령했다.

### 구장동

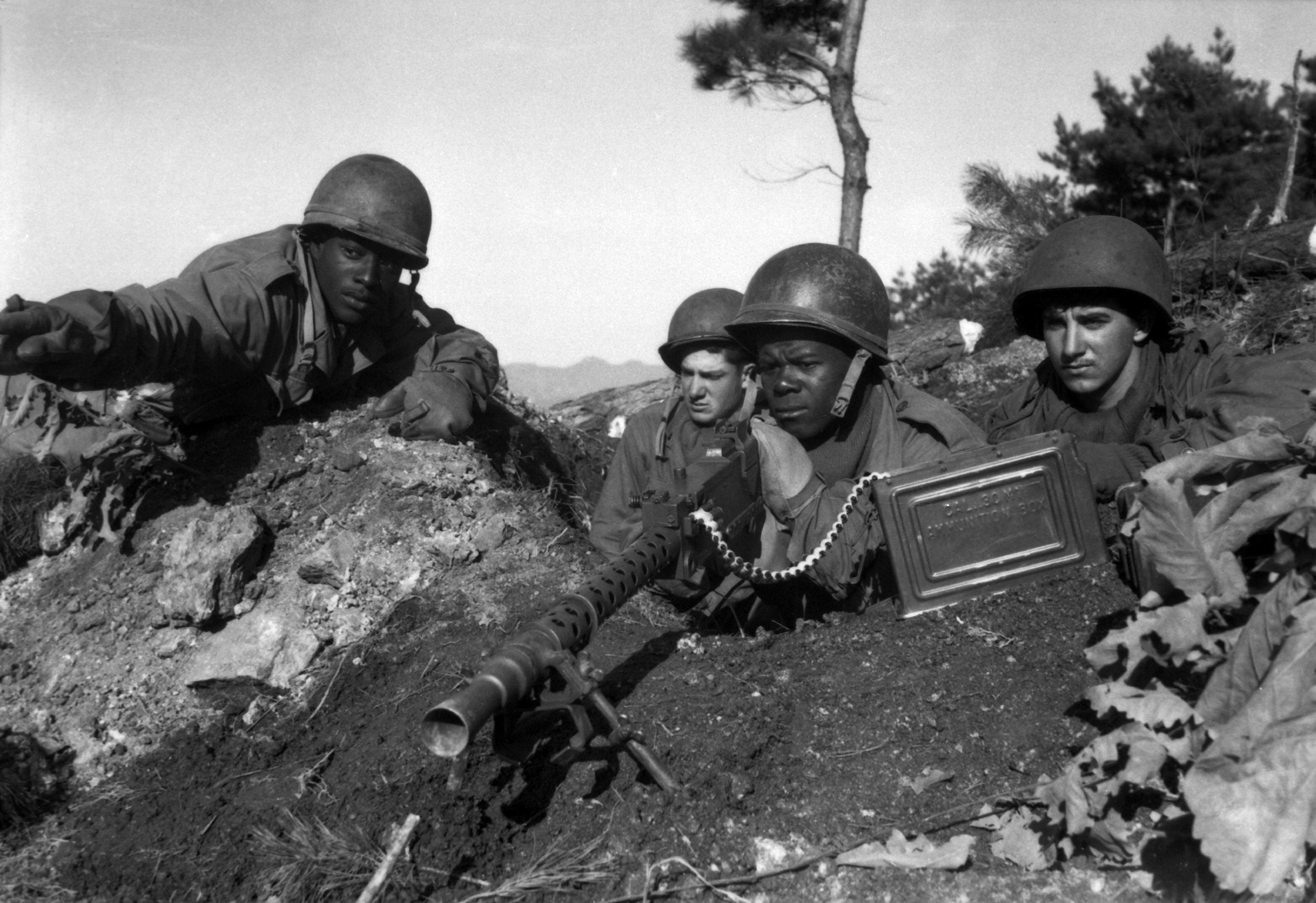
1950년 11월 말 미국 제2보병사단의 병사들.

대한민국 제2군단 소속의 제7보병사단 좌측에는 미국 제9군단의 제2보병사단이 중국인민지원군의 주요 보급로에 위치해 있었다.크리스마스 공세 때 미국 제9보병연대는 북진의 선봉을 맡았으며, 제38보병연대는 제2보병사단의 우측에 있었다. 11월 25일 공세가 시작될 당시 저항이 미미했으나, 구장동 북쪽의 219고지에서 중국인민지원군의 방어로 제9보병연대의 공격은 정체되었다. 공세를 재개하기 위해 미국 제23보병연대가 제9보병연대의 후방으로 이동했다. 동시에 제38보병연대는 구장동과 덕천 사이에 위치한 소민동에 도착했다. 공중 정찰을 통해 중국인민지원군의 이동이 감지되자, 제38보병연대의 A 중대가 정찰을 맡게 되었다.
대한민국 제2군단에 대한 반격이 성공으로 끝나자 제40집단군은 미국 제2보병사단에 맞서 제38집단군의 측면을 보호하는 임무를 맡았다. 임무를 달성하기 위해 제119사단은 소민동을 공격해 미군이 대한민국 국군을 지원하지 못하게 했다. 제120사단은 이후 청천강을 건너서 미국 제2보병사단의 발을 묶으려고 했다. 제118보병사단은 미군의 서쪽으로 이동해 후방의 구장동을 점령할 예정이었다.
중국인민지원군 제120사단은 미국 제9보병연대와 청천강 북안에서 우연히 조우하게 되었다. 이 조우에서 중국인민지원군은 제9보병연대의 소총중대 3개를 제외한 부대 전체를 격멸했다. 미국 제23보병연대 제1대대가 미국 제61야전포병대대 후방에 있었다는 것을 몰랐던 제120사단 소속 제359연대의 코만도 중대 4개가 강을 건너 미국 포병 진지를 공격했다. 제61포병대대가 기습으로 인해 격멸되었지만, 미국 제23보병연대는 중국인민지원군 2개 중대를 격퇴했다. 잔존한 중국인민지원군은 동쪽으로 이동해 차이나맨스 햇이라 불리는 고지를 점령해, 제23보병연대 전체를 내려다볼 수 있게 되었다.
중국인민지원군 제120사단은 미국 제2보병사단의 중앙에 공격을 개시했고, 제119사단은 구장동과 독천 사이에 틈을 만들려고 했다. 제119사단과 미국 제38보병연대 A 중대 사이에서 혼란스러운 전투가 벌어졌는데, 제38보병연대는 공격으로 인해 분산되고 말았다. 혼란을 틈타 중국군 정찰대가 미군을 유인했고, 중국군의 대응 사격으로 인해 제38보병연대의 중앙에 있던 G 중대가 궤멸되었다. 중국인민지원군은 제38보병연대의 좌익을 돌파하여 연대의 퇴각로를 차단했다. 11월 26일 아침이 되자 제38보병연대 전체가 중국인민지원군에게 포위되었다.
중국인민지원군은 11월 26일 신속하게 철수하였고, 재38보병연대의 반격으로 후방의 도로는 다시 열렸다. 대한민국 제7보병사단의 제3보병연대가 제38보병연대의 구역에 갑작스럽게 등장했을 때, 여단장 조지 B. 페플로는 미국 제2보병사단과 제8군 전체의 우익이 붕괴되었음을 알게 되었다. 사단장 로렌스 B. 카이저 중령의 지시에 따라 페플로는 대한민국 제3보병연대의 연대장을 맡게 되었다. 한편, 제23보병연대의 폴 L. 프리먼은 차이나맨스 햇을 탈환하려고 했으나 실패하였다.
중국인민지원군은 11월 26일 밤 공격을 재개했다. 차이나맨스 햇에서의 반격으로 제23보병연대의 사령부가 점령되었다. 제23보병연대의 좌측이었던 제9보병연대의 G중대 역시 중국인민지원군의 공격을 받았고, 찰스 C. 슬론 주니어는 잔병들을 데리고 강을 건너 철수했다. 남은 제9보병연대는 후방에서 중국인민지원군의 매복에 걸려 격멸되었다. 미국 제2보병사단의 우익에서는 제40집단군 사령관 원위첸이 우익을 담당한 중국인민지원군을 보호하기 위해 제119사단에게 제38보병연대를 격멸하라는 지시를 내렸다. 제2보병사단과 합류하기 위해 제38보병연대는 중국인민지원군과 치열한 전투를 벌였다.
워커는 11월 27일 크리스마스 공세를 취소하지 않았지만, 카이저는 자신의 부대에게 구장동으로 철수하라고 명령했다. 카이저의 명령이 11월 28일 도달되기 전에 워커는 제9군단의 존 B. 콜터 중령에게 미국 제2보병사단으로부터 남쪽으로 32km 떨어진 군우리로 이동하여 새로운 방어선을 형성할 것을 지시했다. 11월 27일 밤 중국인민지원군이 미군을 공격함으로써 사단은 완전 철수를 시작했다. 중국인민지원군은 후방에서 도로를 봉쇄하기 위해 미국 제2보병사단의 수송대에 박격포와 기관총으로 공격했다. 중국인민지원군의 바주카 팀은 몇몇 차량을 파괴하였으며, 일부는 전차를 공격하거나 전차의 해치에 수류탄을 던지려고 시도하였다. 몇몇 손실에도 미국 제2보병사단은 중국 제118사단의 봉쇄를 돌파하여 11월 28일 밤 군우리에 도착했다.

### 입석리

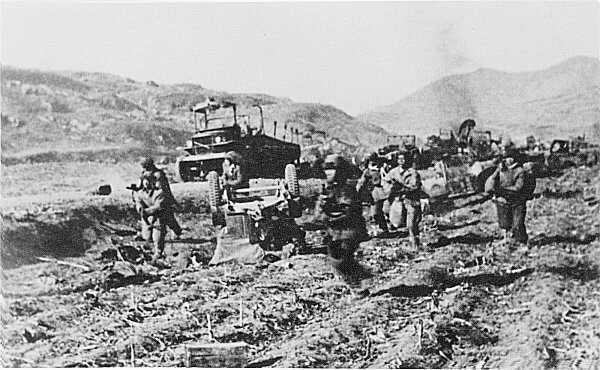
미국 제25보병사단을 밀어붙이는 중국 제39군집단의 병사들.

크리스마스 공세 당시 미국 제9군단 소속 제25보병사단은 미국 제2보병사단 왼쪽에서 청천강의 북쪽 지류 중 하나인 구룡강을 따라 진격했다. 11월 24일 제25보병사단은 입석리 남쪽에 위치한 영변에서 공세를 개시했다. 공세를 지휘하기 위해 제25보병사단에서 보병, 포병, 기갑부대로 구성된 5개의 중대가 "돌빈 특수임무부대"라는 특수임무부대로 꾸려졌다. 돌빈 특수임무부대가 구룡강 동안에서 공세를 이끄는 동안 미국 제24보병연대는 제2보병사단과 연락을 유지하기 위해 사단의 우측에 배치되었고 미국 제35보병연대는 구룡강 서안을 따라 영산동에서 운산으로 진격 중이었다. 미국 제27보병여단이 후방에 예비군으로써 주둔하고 있었다.
운산 전투에서 유엔군이 패배한 이후, 미국 제25보병사단은 진군 동안 중국인민지원군의 강한 저항을 받을 것이라고 예상했다. 하지만, 중국인민지원군의 정찰부대는 미군이 진격하자 철수했다. 미국 제25보병사단은 진격하는 내내 강한 저항을 받지는 않았다. 돌빈 특수임무부대는 11월 24일 입석리를 점령했곡, 운산 전투에서 포로로 잡힌 미군들도 운산에서 발견되었다. 돌빈 특수임무부대가 다음 날 입석리 북쪽의 고지로 진격했을 때, 중국인민지원군의 저항이 거세졌다. 11월 25일 고지 전투에서 돌빈 특수임무대의 제8군 레인저 중대는 중국군 방어로 인해 큰 손실을 입었고, 특수임무부대는 진격을 정지했다.
미국 제25보병사단이 진격하는 동안 중국인민지원군 제39집단군은 중국인민지원군 최고사령부의 지시를 기다리고 있었다. 중국인민지원군은 11월 25일 밤 미군의 거점 인근에서 정찰 활동을 계속 했다. 중국군 정찰부대는 레인저 중대의 잔병들을 격멸했고, 수많은 중국 정찰 부대가 "돌빈 특수임무부대"의 거점에 미군으로 위장하여 침투했다. 돌빈 특수임무부대의 우측에 있는 산지는 미국 제24보병연대를 분산시켰고, 무전 송신 역시 방해받았다. 레인저 중대가 격멸된 것을 알게되자, 윌리엄 B. 킨은 제27보병연대 2대대에게 돌빈 특수임무부대를 지원하라는 명령을 내렸다. 킨은 베나드 윌슨에게 특수임무부대의 지휘를 맡기고, 특수임무부대 명칭도 "윌슨 특수임무부대"로 변경했다.
제8군의 우익을 성공적으로 공격하자, 중국인민지원군 최고사령부는 11월 26일 제39집단군에게 미국 제25보병사단을 공격하라는 명령을 내렸다. 중국인민지원군 제115사단은 윌슨 특수임무부대와 미국 제24보병연대에 맞서 공격을 개시하기 위해 빠르게 이동했고, 제116사단과 제117사단은 입석리를 공격하여 미군의 철수로를 봉쇄하고자 했다. 이 공격으로 특수임무부대는 궤멸되었다. 제115사단의 제347연대는 특수임무부대 중앙에 있던 C 중대와 조우했고, 격전 끝에 C 중대 인원 대부분이 실종되었다. 제115사단은 제25보병사단의 우익인 특수임무부대의 B 중대를 공격했다. 중국인민지원군의 자살돌격대들의 끊임없는 공격으로 원래 200명이었던 B 중대의 병력은 26명으로 감소했다. 중국인민지원군의 저격수와 침투자들 중 일부는 윌슨 특수임무부대의 지휘본부까지 진격하였고, 특수임무부대의 행정관이 이로 인해 사망했다. 특수임무부대 전체가 붕괴 상황에 놓이자, 부대의 후방에 있던 E 중대는 전선으로 투입될 수 밖에 없었다.E 중대의 전차 사격으로 중국군의 진격이 정지되었지만, 중대는 전투 이후 1개 분대 규모로 줄어들었다. 후방의 중국인민지원군은 입석리에 위치한 특수임무부대의 포병 부대를 공격해 야간의 화력 지원을 사전에 방지했다. 야간 전투 이후 특수임무부대는 중국인민지원군에 완전히 포위되었고, 중국인민지원군 부대는 미군을 모든 방향에서 공격했다. 부상을 입은 채로 윌슨이 철수하려고 하자, 중국인민지원군의 도로 장애물이 제2대대의 교두보 남쪽에 있는 의료 수송대를 가로막았다.
윌슨 특수임무부대의 제2대대만이 11월 27일 아침 전투가 가능한 상황이었고, 윌슨은 입석리로 부대를 철수시키라고 명령했다. 공군의 강력한 지원 하에, 제2대대는 제348연대의 봉쇄를 돌파하고 오후에 입석리에 도착했다.한편, 미국 제24보병연대는 부대 전체와 연락이 끊겼고, 연대장 존 T. 콜리는 11월 27일 아침 전체 연대 중 1개 대대만을 모을 수 있었다. 11월 28일, 워커는 미국 제1군단을 동쪽으로 이동시켜 미국 제25보병사단을 미국 제1군단에 배속되었다. 한편, 워커는 미국 제25보병사단에게 청천강으로 철수하라고 명령했다. 미국 제35보병연대가 영산동에서의 전투 이후 제25보병사단에 다시 합류했고, 11월 28일 킨은 윌슨 특수임무부대를 해산시켰고, 제25보병사단은 남쪽으로 철수했다.

### 영산동

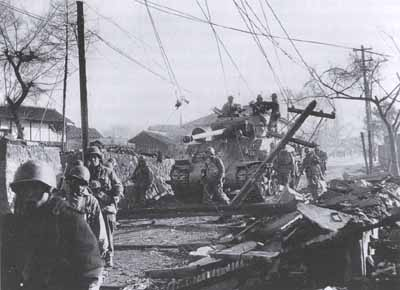
1950년 11월 압록강 방면으로 진격하는 미군 전차

운산 전투에서의 재조저 이후 대한민국 제1보병사단은 11월 20일 미국 제1군단 우익인 영산동에 있었다.크리스마스 공세 때 제1보병사단은 북진했고, 태천을 점령했다. 미국 제25보병사단 소속 제35보병연대는 대한민국 제1보병사단의 우익에서 영산동에서 진격을 시작했다. 동시에 미국 제24보병사단은 대한민국 제1보병사단의 좌익에서 정주를 향해 진격할 예정이었다.
11월 24일 아침, 대한민국 제1보병사단은 제11보병연대 및 제12보병연대와 함께 태천을 향해 진격했다. 중국인민지원군의 부비트랩과 박격포 사격이 대한민국 국군의 진격을 지연시켰지만, 11월 24일 제1보병사단은 여전히 마을을 포위할 수 있었다. 그러나 대한민국 국군은 중국인민지원군의 결집 지역을 향해 진격하고 있었다는 사실을 몰랐고, 이에 따라 태천 주변에서의 저항은 점차 거세지기 시작했다. 11월 24일 중국 제66집단군은 보병부대와 기병부대를 이끌고 대한민국 국군을 역습했고, 중국인민지원군과 대한민국 국군의 밀고 밀리는 싸움이 11월 25일부터 11월 26일까지 이어졌다.
태천 인근에서의 전투는 11월 26일에 대한민국 제11보병연대가 무너지면서 결정이 나게 되었다. 대한민국 제1보병사단의 백선엽은 제11보병연대를 구원하기 위해 제15보병연대에서 예비 부대를 차출했다. 중국인민지원군이 구룡강을 건너 제25보병사단을 공격한다는 소식을 듣고나서 백선엽은 중국인민지원군의 반격에 맞서 방어할 것을 사단에 지시했다. 11월 27일 아침 태천 주변의 중국인민지원군은 유엔군의 공습에도 불구하고 공격을 멈추지 않았으며, 이 공격으로 미국 제24보병사단이 분단되었다. 미국 제24보병사단과 미국 제35보병연대는 청천강으로 철수하기 시작했다.
11월 27일 오후 1시, 펑더화이는 중국 제66집단군에게 대한민국 제1보병사단이 청천강으로 철수하기 전에 이들을 격멸하라는 지시를 내렸다. 11월 27일 저녁 제66집단군은 대한민국 제1보병사단과 미국 제5연대전투단, 그리고 미국 제35보병연대에 대규모 공격을 감행했다. 자정을 너머 중국인민지원군은 대한민국 국군의 전선을 돌파해 영산동을 점령했고, 대한민국 제11보병연대, 제15보병연대, 미국 제35보병연대의 지휘 본부를 파괴했다. 대한민국 제11보병연대와 제15보병연대는 곧 흩어졌고, 후퇴하던 미국 제35보병연대는 영산동에서 후방의 중국인민지원군에게 가로막혔다. 중국인민지원군의 강력한 압박 속에서도 미국 제35보병연대는 마을을 벗어나 11월 28일 오후 미국 제25보병사단에 합류했다. 한편, 백선엽은 대한민국 연대들을 이끌고 영산동을 탈환하였다. 대한민국 제1보병사단은 11월 29일 철수할 때까지 중국인민지원군에 맞서 마을을 사수했다.

### 군우리

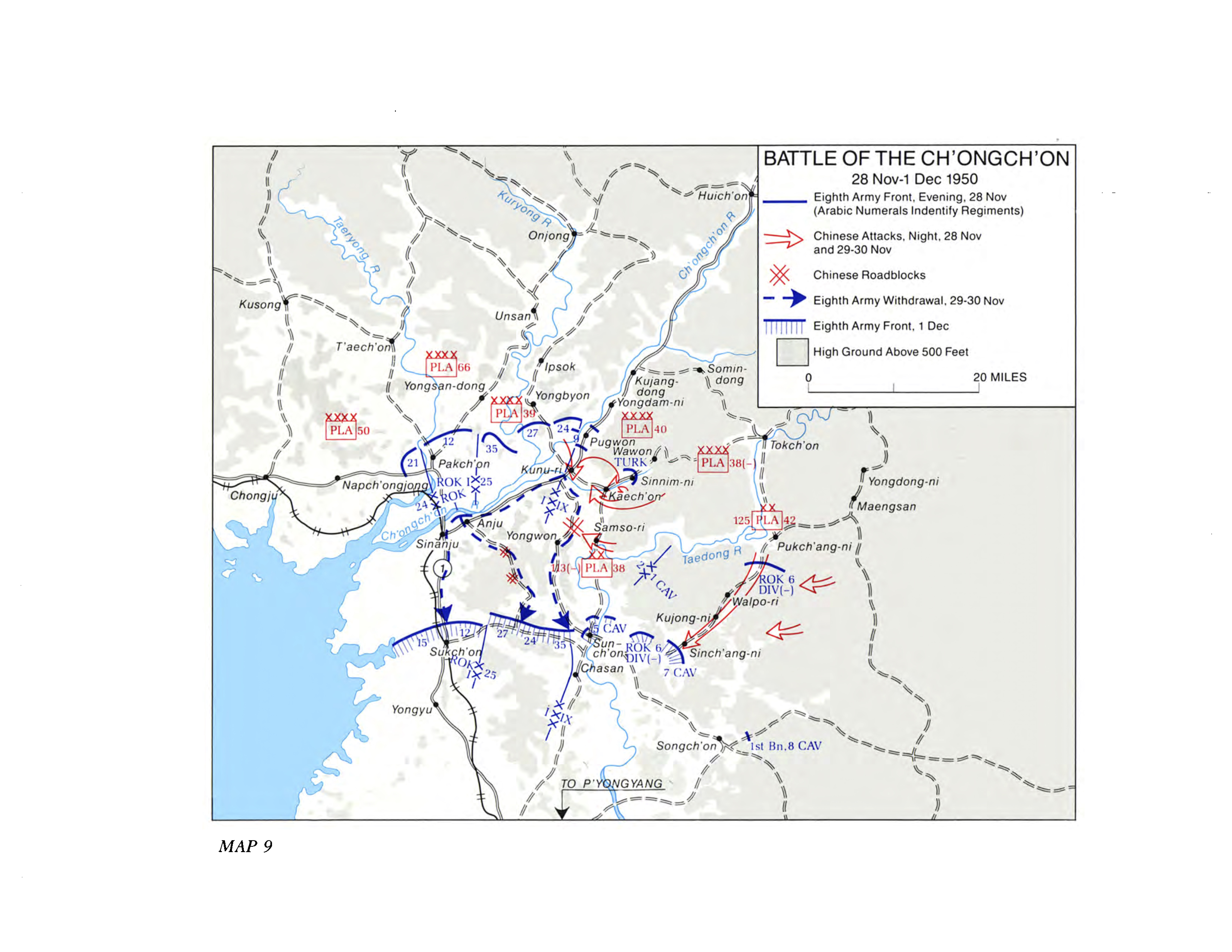
1950년 11월 28일부터 12월 1일까지의 청천강 전투

군우리는 청천강의 남쪽 지류 중 하나인 개천강 북안에 위치한 마을이다. 중국인민지원군이 제8군의 중앙을 뚫기 위해 세를 키우게 되었고, 군우리는 미국 제9군단의 주요 철수 지점이 되었다. 11월 28일, 전선을 안정화시키기 위해 워커는 미국 제2보병사단에게 구장동에서 철수하여 군우리에서 새로운 방어선을 형성하라는 명령을 받았다. 한편 11월 27일 펑더화이는 제38집단군에게 미국 제9군단의 철수로를 차단하라는 명령을 내렸기 때문에, 중국인민지원군도 군우리의 중요성을 알고 있었다. 제38집단군 소속 제114사단은 군우리를 점령하기 위해 덕천에서 서쪽으로 이동했고, 제112사단은 도로 북쪽에 위치한 언덕을 따라 내려왔다.
미국 제2보병사단이 구장동에서 싸우는 동안, 콜터는 터키 여단에게 중국인민지원군의 공세를 막아낼 것을 요청했다. 11월 27일 밤, 터키군은 군우리 동쪽의 와원에 방어거점을 설치했다. 터키군은 곧 중국인민지원군 제342연대와 조우했다. 11월 28일 군우리 전투에서 중국군 연대와 터키 여단은 격전을 치렀고, 여기서 터키군 사상자가 400명 발생했다. 11월 28일 터키 여단은 서쪽의 신임리로 이동하여 더 강력한 방어진지를 구축하려고 했지만 제342연대는 이들을 추격해 터키 여단의 후방을 공격했다. 터키 여단은 본부와 통신이 두절되었고, 제340연대와 제342연대는 야간전에서 터키군을 섬멸했다.11월 29일 터키군은 포위를 뚫고 미국 제2보병사단에 배속되었다.
중국인민지원군은 터키 여단을 섬멸했으나, 터키군의 전투 덕분에 미국 제2보병사단은 11월 28일 군우리를 확보할 수 있었다. 11월 29일 아침 미국 제23보병연대는 군우리 북쪽에 방어진지를 건설했고, 미국 제38보병연대는 군우리 동북쪽의 고지를 점령하려고 했다. 그러나 미군은 곧 중국 제112사단이 고지를 점령했음을 알게 되었다. 제38보병연대는 중국군으로부터 1km 떨어진 낮은 지대에 거점을 마련했다. 동시에 터키 여단의 잔병들이 미국 제38보병연대에 합류해 개천강 북안에 위치한 연대의 우익을 방어했다.

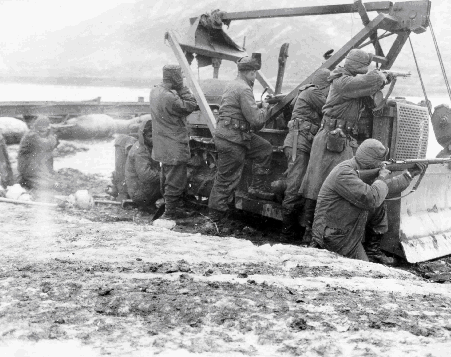
미국 제2공병대대가 중국군에 맞서 싸우고 있는 중이다.

11월 28일 밤, 맥아더는 한반도에서 위기가 고조되고 있음을 알게 되었다. 11월 27일 장진호 전투가 시작되자 맥아더는 도쿄에서 열리는 회의에 참석하기 위해 야전사령관들을 모두 소집했다. 회담 동안 맥아더는 제8군의 우익이 처한 상황에 대해 알게 되었으며, 제8군이 큰 위기에 봉착했다고 판단했다. 맥아더는 워커에게 중국군이 제8군을 포위하기 전에 철수할 것을 지시했다. 회담 이후 11월 29일, 워커는 제8군의 모든 부대에게 철수하여 순천 인근에 새로운 방어선을 구축하라고 명령했다.
워커의 명령에 따라 대부분의 제8군 소속 부대는 중국군과의 교전을 신속하게 피하며 철수했지만, 미국 제2보병사단은 중국인민지원군으로부터 제8군의 우익을 보호하기 위해 군우리에 남게 되었다. 11월 29일 제2보병사단은 철수하려고 했지만, 미국 제38보병연대는 2개의 중국인민지원군 사단의 공격을 받았다. 중국 제112사단은 제38보병연대의 좌익을 공격했고, 미군은 격전을 치르며 지역을 사수하여 제112사단은 방어 태세로 전환했다. 중국 제114사단은 터키 여단과 제38보병연대의 우익을 공격했다. 터키군을 에돌아 개천강 남안에서 터키군을 공격한 중국군은 강을 건너 유엔군의 후방을 급습했다. 터키 여단장 타흐신 야즈즈는 이 상황을 깨닫고 철수했고, 제38보병연대의 우익은 이로 인해 완전히 노출되었다. 11월 29일 밤 중국인민지원군은 제38보병연대와 군우리 사이의 도로를 차단했고, 미군은 중국인민지원군이 전선에 침투하자 철수할 수밖에 없었다. 11월 30일 오전 4시, 제38보병연대는 개천강을 건너 철수했고, 군우리는 중국인민지원군이 점령했다

### 포위망

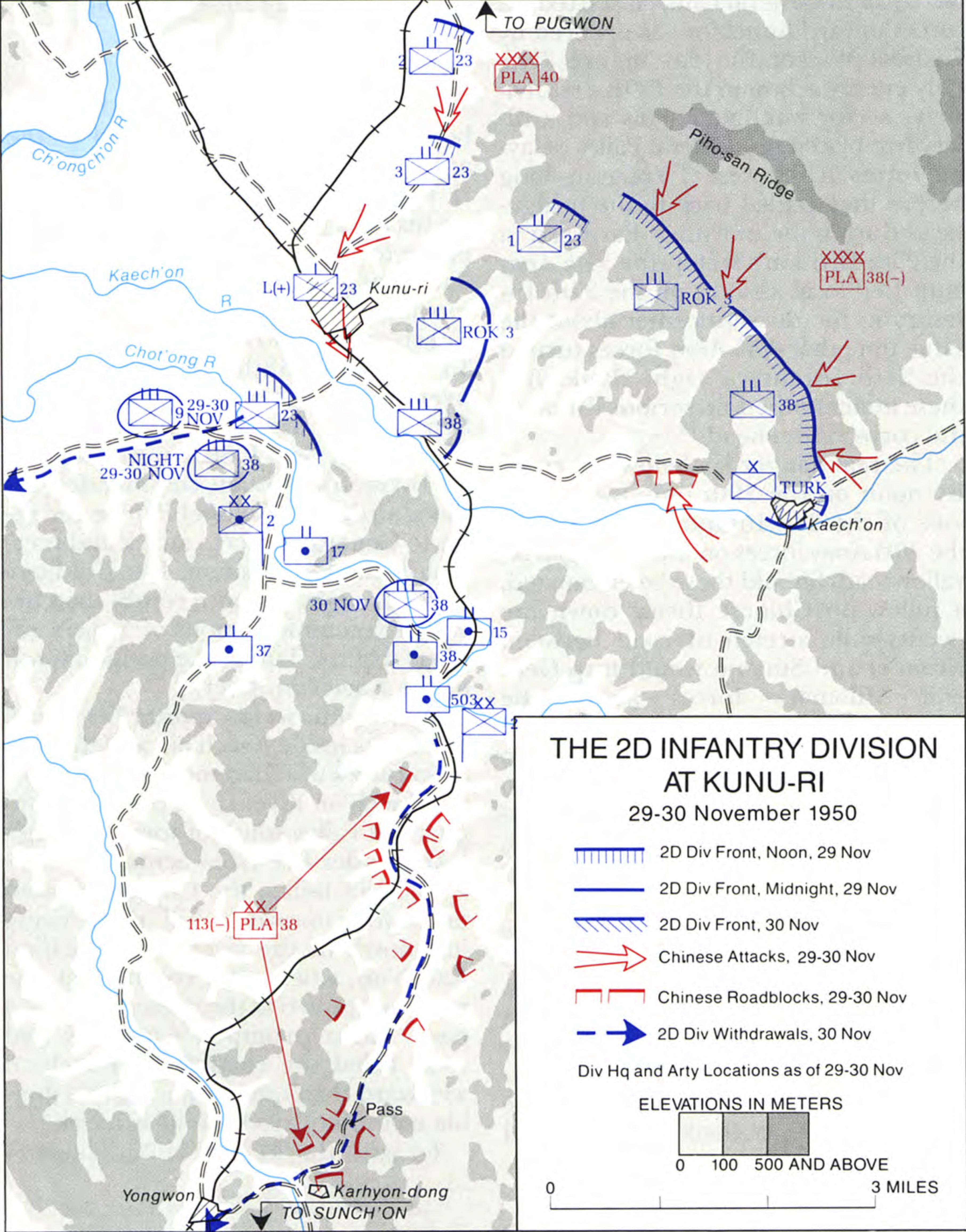
미국 제2보병사단의 철수 과정

11월 27일 대한민국 제2군단의 붕괴 이후, 펑더화이는 제38집단군에게 즉각적으로 미국 제9군단 후방에 있는 군우리와 순천 사이의 도로를 차단하라고 명령했고, 제42집단군은 북창리를 통해 남쪽으로 진격하여 순천을 점령함으로써 제8군 전체를 포위할 예정이었다. 같은 날, 워커는 제8군의 전선을 동쪽으로 이동시켜, 미국 제1기병사단과 영국-오스트레일리아 연합부대인 제27보병여단을 미국 제9군단에 배속시켰다. 미국 제1기병사단은 북창리에서 중국인민지원군의 공격을 막아내고, 제27보병여단은 군우리와 순천을 잇는 도로를 확보했다.
11월 28일 미국 제1기병사단 소속 제5기병연대에게 새로운 명령이 떨어졌는데, 제1기병사단에게 군우리에서 순천 북동쪽으로 이동해 사단에 다시 합류하라는 것이었다. ㅣ국 제5기병연대의 부재와 미국 제8기병연대가 운산 전투에서의 엄청난 피해 복구 작업으로, 미국 제1기병사단의 호버트 게이는 미국 제7기병연대를 대한민국 제6보병사단 후방인 북창리 남쪽에 배치했다. 지원 병력의 부족으로 대한민국 제6보병사단은 11월 28일 밤 제42군집단에게 격멸되었다. 자신들의 전선으로 밀려오는 대한민국 병사들과 피난민들을 엄호하며 제7기병연대는 중국인민지원군과 맞붙었다. 게이의 명령에 따라 제7기병연대는 11월 29일 아침 신창리로 후퇴했고, 중국인민지원군은 남쪽으로 공격을 재개했다. 중국 제125사단과 미국 제7기병연대 사이에 11월 29일 밤 격전이 벌어졌고, 11월 30일 아침 중국 제42집단군의 공세는 멈췄다.
한편, 중국 제38집단군은 군우리-순천 도로를 따라 적의 저항을 받지 않고 남하했다. 11월 28일 오전 7시 중국 제113사단은 제5기병연대와 군우리-순천 도로 우측에 있는 사모리를 점령했다. 1시간 반이 지나고 제5기병연대의 진격분대가 매복에 걸려 격멸되었다. 공세가 저지되자 제5기병연대는 중국인민지원군 본부를 파괴하려고 했지만, 오후에 미군은 철수할 수밖에 없었다. 제113사단은 군우리-순천 도로가 지나가는 협곡을 그날 밤 점령하고, 미국 제2보병사단의 철수로를 차단했다. 11월 29일의 소식을 들은 미들섹스연대 제1대대는 남쪽에서 협곡을 정리하려고 했지만, 중화기의 부족으로 공격은 중단되었다.
터키 여단은 11월 28일 밤 중국인민지원군의 차단 공격에 걸려서 처음으로 사상자가 발생한 부대로, 매복에 걸렸다. 헌병 순찰대가 조사를 위해 파견되었으나, 아침에 대부분의 대원들이 사망했다. 군우리에서 전투가 이어지는 동안, 중국인민지원군의 도로 차단이 11월 29일 미국 제2보병사단에 도달했다는 소식이 들렸다. 카이저는 정찰중대와 제9보병연대의 잔병들을 파견해 중국군을 격퇴하려고 했으나, 전차 분대로 공격을 했음에도 도로 차단은 더욱 강력해졌다. 11월 29일 밤, 군우리 전투가 끝나고, 중국 제112사단은 제113사단에 합류했고, 도로 차단 지역은 9.7km로 더 넓어졌다.
제2보병사단은 11월 29일까지 차단망에 주둔한 중국군의 병력을 알지 못했다. 더욱이 미국 제25보병사단 헌병이 실수로 군우리에서 안주로 가는 대체도로 역시 중국인민지원군에 의해 막혔다고 보고했다. 이후, 콜터는 카이저에게 제27보병여단과 함께 도로 차단망을 돌파하여 철수할 것을 지시했다. 11월 30일 아침, 카이저는 협곡을 따라 철수하기로 결정했다.
11월 30일 아침, 제9보병연대는 차단망을 따라 공격을 개시하면서 철수를 시작했다. 전차 4대가 차단망에 파견되었고, 중국인민지원군은 사격을 멈춘 상황이었다. 이러한 상황에 고무된 슬론은 제9보병연대에게 앞으로 전진할 것을 명령했지만, 중국군은 기관총과 박격포로 미군을 공격했고, 공세는 오전 9시에 중단되었다. 제2보병사단에 배속된 대한민국 제3보병연대는 미국 제9보병연대를 지원하기 위해 파견되었지만, 아군의 오인 사격으로 격멸되었다. 미군 사령부와 영국군 부대의 연락도 오가지 않아 미들섹스 연대는 차단망을 돌파하지 않고 영국군은 협곡의 남쪽 끝으로 진격했다. 차단된 도로의 길이가 짧을 것이고 영국군이 도로를 따라 공격을 하고 있다고 믿은 카이저는 제2보병사단에게 오전 10시 도로 차단 지역을 따라 진격할 것을 명령했다.
나중에 곤틀릿이라고 불리게 되는 협곡에 미국 제2보병사단이 들어서자 중국인민지원군의 기관총 사격이 시작되었고, 박격포가 도로를 강타했다. 차단된 도로의 길이에 미국 제2보병사단은 놀랐고 도로에는 파괴된 차량과 사상자로 가득 차게 되었다. 구덩이로 엄호를 받으려던 이들은 남쪽으로 달아나는 수송대에게 버려졌고, 부대의 응집성도 곧바로 사라졌다. 이 날 유엔군은 공중 지원을 통해 중국인민지원군의 거점을 공격하여 소기의 성과를 거두었으나, 공중 지원이 없던 밤에 중국인민지원군의 공세가 더욱 거세졌다. 중국인민지원군은 도로를 완전히 봉쇄해 미국 제2보병사단 소속의 제38보병연대와 제503포병대대를 격멸했고, 이동이 불가능한 포로 인해 사단의 남은 병력들은 차량을 버리고 언덕으로 도주했다. 사단의 후방에 있던 프리먼 중령은 군우리-안주 도로로 철수하여 자신의 부대를 안전히 철수시키려고 했다. 마지막 교전에서 미국 제23보병연대는 20분 동안 3,206발의 포탄을 발사했고, 제23보병연대를 추격하던 중국인민지원군은 집중 포격으로 충격을 받았다. 미국 제2보병사단의 생존자들은 12월 1일 순천에 도착했고, 12월 2일 미국 제8군은 중국군의 추격에서 벗어날 수 있었다.

## 결과 및 영향

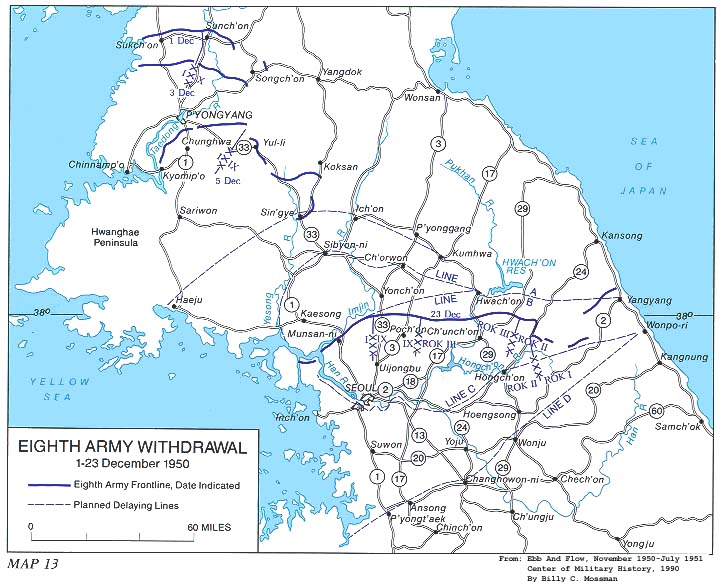
1950년 12월 1일부터 12월 23일까지 미국 제8군의 철수

전투로 인해 미국 제8군의 사상자의 초기 집계는 11,000명이었다. 미국 제2보병사단과 미국 제24보병사단의 모든 기록을 포함하여 수많은 기록들이 전투 중에 유실되었고, 이로 인해 역사학자들이 정확한 전투 피해나 손실을 집계하거나 전투의 상세한 과정을 알 수 없었다. 하지만 이후 분석을 통해 미국 제2보병사단은 4,037명의 사상자가 발생했고, 야포 대부분과 신호장비 40%, 개인화기 45%, 차량 30%를 전투 중 잃은 것으로 추산되었다. 미국 제2보병사단은 이 전투로 인해 완전히 기능을 발휘할 수 없었으며, 카이저는 전투가 끝날 때 사령부에게 도움을 받았다. 다른 미국 부대 역시 큰 손실을 입었는데, 미국 제25보병사단은 사상자가 1,313명이었다. 터키 여단은 936명의 사상자가 발생했고, 장비의 90%, 야포의 50%, 차량 90%를 잃었다. 이후 터키 여단은 전투력을 완전히 상실했다. 대한민국의 사상자는 한국 전쟁 초기의 기록이 미국에 없기 때문에 미국 측에서는 정확하게 추산할 수 없었지만, 백선엽에 따르면 대한민국 제2군단 본부는 전투의 여파로 해체될 수밖에 없었다. 한편, 펑더화이는 전투 종료 때까지 중국인민지원군에서 45,000명의 사상자가 발생했다고 보았고, 공식 중국사에서는 전투로 인한 사망자가 20,000명이고 나머지 사상자는 동계장비 및 식량품의 부족이 원인이라고 보았다. 미국 제2보병사단에게 큰 타격을 입힌 공로로 제38집단군은 1950년 12월 1일 "만세 군단"이라는 칭호를 얻게 되었다.
미국 제2보병사단, 터키 여단, 대한민국 제2군단이 재기불능 상태가 되면서, 미국 제8군은 2개의 군단 병력으로 감소했고, 총 편제 역시 사단 4개와 2개의 여단만이 남게 되었다. 한편 지나치게 길어진 보급 문제로 인해 중국인민지원군의 제13군의 병력 절반이 굶주리고 있었고, 중국인민지원군은 더 이상 작전을 이어갈 수 없었다. 그러나 유엔군의 혼돈스러운 후퇴로 인해 중국군의 상황을 파악할 수 있는 정찰 활동이 없었다. 이 결과 워커는 12월 3일 제8군에게 북한 전체를 버리라고 결정했고 중국인민지원군 사령관 대부분은 이 결정에 놀랐다. 미군의 190km 철수는 미국 군사상 가장 긴 철수로 언급되고 있다. 군 전체의 사기가 저하된 것은 물론이고, 미국 제8군은 철수 내내 괴롭힘 증후군에 시달렸고 미국 제8군의 패배를 기리기 위해 "버그아웃 부기"라는 노래가 제작되었다. 워커는 1950년 12월 23일 대한민국 병사가 몰던 트럭이 자신이 타고 있던 지프와 충돌하면서 사망했고, 그의 뒤를 이어 매슈 리지웨이가 미국 제8군 사령관이 되었다. 유엔은 통일 한국에 대한 희망을 버렸고, 중화인민공화국에게 1950년 12월 11일 38도선에서의 휴전을 제안했다.
공산주의자들의 목적에 따라 전투에 승리하고 전쟁의 판도를 바꾸었기 때문에, 청천강 전투는 한국 전쟁 중 중국의 군사 능력이 최고에 달했음을 의미했다. 그러나 마오쩌둥은 유엔의 휴전을 약점으로 보고 중국군이 더 많은 성과를 올려야한다고 보았다. 펑더화이를 비롯한 다른 군사 지도자들의 조언에도 불구하고, 마오쩌둥은 중국인민지원군에게 대한민국을 침공하라고 명령했는데, 이 명령은 중국군의 보급선을 완전히 붕괴시킬 수 있었기 때문에 중국의 군사능력을 넘어서는 것이었다. 중국군의 어려움을 알고 있었던 리지웨이는 중공군 춘계공세 당시 중국인민지원군에게 심각한 피해를 주었다.

## 같이 보기
- 장진호 전투
- 흥남 철수 작전
- 중공군 춘계공세

## 참조

### 참조주
1. ↑  동부에서의 전역은 장진호 전투였다.
2. ↑   중국 공식 역사에 따르면 윌슨 특수임무부대 C 중대 중 115명의 흑인들이 포로로 붙잡혔다고 핶지만, 군사학자 로이 애플먼은 그 병사들이 미국 제24보병연대의 C 중대 인원이라고 보고 있다. Appleman 1989, p. 139.를 참조하라.
3. ↑   미국 제24보병연대의 다른 2개 대대는 미국 제9보병연대와 제27보병연대로 이동했고, 남은 전투 동안 이 두 개 대대는 다른 연대들에 합류했다. 어떻게 2개 대대가 제24보병연대에서 떨어졌는지는 불분명한데, 이는 모든 기록을 손실했기 때문이다. Appleman 1989, p 142를 참고하라.